# Долне Семеровце
Долне Семеровце (словац. Dolné Semerovce) — село, громада округу Левіце, Нітранський край. Кадастрова площа громади — 11.86 км².
Населення 557 осіб (станом на 31 грудня 2018 року).

## Історія
Долне Семеровце згадується 1268 року.

## Населення
| Рік:            | 1994. | 2004.   | 2014.    | 2024.   |
| --------------- | ----- | ------- | -------- | ------- |
| Кількість осіб: | 462   | 502     | 555      | 535     |
| Різниця:        |       | +8,65 % | +10,55 % | -3,60 % |

| Рік:            | 2023. | 2024. |
| --------------- | ----- | ----- |
| Кількість осіб: | 535   | 535   |
| Різниця:        |       | +0 %  |